# Алаотра
Алаотра (фр. Lac Alaotra) је највеће језеро на Мадагаскару. Налази се у северном делу централних висоравни и простире се на површини од преко 900 km². Плитко је језеро, са замочвареном обалом, а богато је птичјим и другим животињским врстама. Током сушне сезоне је дубоко само 60 cm, делимично и као последица седиментације еродираног материјала са околних брда у језерски басен. Река Амбато му је и притока и отока. 